# 利兹 (北达科他州)
利兹（英語：Leeds），是美国北达科他州下属的一座城市。根据2010年美国人口普查，该市有人口427人。2011年估计该市有人口430人，相对于2010年，增长率为0.70%。